# Brachypodium kawakamii
Brachypodium kawakamii är en gräsart som beskrevs av Bunzo Hayata. Brachypodium kawakamii ingår i släktet skaftingar, och familjen gräs.
Artens utbredningsområde är Taiwan. Inga underarter finns listade i Catalogue of Life.